# Jacquet Metals Service
 (mars 2021).
Si vous disposez d'ouvrages ou d'articles de référence ou si vous connaissez des sites web de qualité traitant du thème abordé ici, merci de compléter l'article en donnant les références utiles à sa vérifiabilité et en les liant à la section « Notes et références ».
Jacquet Metals Service est un distributeur d'aciers spéciaux. Il est coté à la Bourse de Paris.

## Histoire
En février 2010, Jacquet Metals Service a lancé une offre publique d'échange (OPE) sur son concurrent IMS. Originalité de l'opération, la capitalisation d'IMS s'élève à 180 millions d'euros, soit deux fois celle de son prédateur (90 millions d'euros),.
En juin 2019, Jacquet Metals Service annonce avoir reçu une offre ferme du Groupe suédois Saab en vue de l'acquisition de sa filiale Abraservice Holding. Abraservice Holding est la société faîtière du Groupe Abraservice spécialisé dans la distribution d'aciers résistants à l'abrasion,.

## Activité
Jacquet Metals Service achète « des aciers spéciaux en grandes quantités auprès des producteurs », les stocke et les livre à ses clients industriels.
Le groupe est un des plus importants distributeurs européens d'aciers spéciaux : aciers mécaniques, barres en acier au carbone et en acier pré-traité, produits longs en aciers inoxydables, tôles inox et en aciers anti-abrasion, acier allié, tôles perforées, barres de broyeur, pièces moulées au manganèse.
Le groupe exploite un réseau de 110 centres de distribution en Europe, en Turquie, en Chine et aux États-Unis.[réf. nécessaire]

## Actionnaires
Mise à jour au 20 novembre 2023.
| Nom                     | %      |
| Éric Michel Jacquet     | 42,67% |
| Amiral Gestion          | 10,10% |
| Moneta Asset Management | 5,64%  |
| Auto-détention          | 1,35%  |
| Autres (flottant)       | 40,24% |